# Дом Рейтерна
Дом Рейтерна (латыш. Reiterna nams) — памятник архитектуры конца XVII века в Риге, улица Марсталю, д. 2/4.

## Архитектор и домовладелец
Построен в период с 1684 по 1688 год в органичном сочетании стилей голландского классицизма и барокко по заказу богатого рижского коммерсанта Иоганна фон Рейтерна, нажившего состояние на торговле древесиной, кофе и вином. Рейтерн был членом рижского магистрата — ратманом.
Зятем Рейтерну приходился другой известный рижский домовладелец — Данненштерн.
Исполнителем заказа, скорее всего, являлся главный строительный мастер города (а по совместительству и главный городской водовоз) Руперт Бинденшу, один из наиболее известных зодчих Риги. В награду за произведённую работу автор получил от заказчика серебряный кубок.

## История
На месте дома Рейтерна, получившего устойчивое название по имени своего первого владельца, ранее располагался представительный постоялый двор, в котором после победоносного вхождения в Ригу, успешно отвоёванную у польского короля Сигизмунда III по итогам изнурительной 21-летней польско-шведской войны, остановился легендарный шведский король Густав II Адольф. Возможно, именно остатки стен прежних строений послужили для зодчего Бинденшу исходным материалом для строительства роскошной резиденции зажиточного торговца.

## Архитектурная характеристика

### Описание фасада

Фрагмент барельефа на фризе дома

Дом Рейтерна, который в современной Латвии служит резиденцией для Дома журналистов, располагается по адресу улица Марсталю (ранее Конюшенная), 2/4. Фасад здания «дерзок» и необычен по своему архитектоническому замыслу: он симметричен, выполнен в стиле голландского классицизма, расчленён пилястрами большого ионического ордера. Богато декорированный колонный портал и в наши дни является неоспоримым свидетельством финансового благополучия хозяина дома. Необычно то, что портал украшен колоннами — по данному показателю это единственный портал в Риге такого рода. В эпоху доминирования барочных порталов по всему центру города-крепости, где селились преимущественно богатые горожане, именно входные компоненты зданий являлись наиболее богатым украшением домов, сохранявших старую готическую структуру, поскольку перестраивать их было не по карману многим домовладельцам (см. схожую историю с Белым домом в статье Три брата). «Позёрские» колонны венчают маскероны с изображением лиц, вероятнее всего, принадлежащие домовладельцу Рейтерну и его супруге. Также фасад акцентирован карнизом и низким фронтоном на оси симметрии. В центральной части фасада расположена барочная гирлянда, которая своим пышным растительным орнаментом также служит выражению идеи благополучия. Барельеф на фризе дома Рейтерна символически демонстрирует геополитические предпочтения Иоганна фон Рейтерна, который, скорее всего, являлся рьяным поклонником экспансионистской политики шведской монархии, в частности, Карла XI: можно отчётливо разглядеть, как лев (аллегорическое изображение Швеции) вгрызается в бок медведю (аллегорическое изображение России).

### Окна
Первоначально окна дома Рейтерна были даже несколько шире, чем дошедшие до наших дней, отреставрированные в ходе работ 1980-х годов, которые проводила рижский планировщик Лиесма Маркова. Наличие широких окон обязывало домовладельца платить деньги «господину штрафов», который регулярно взимал «налоги на роскошь» в пользу магистрата с рижских бюргеров, в частности, за длину и количество окон — эта система, зародившаяся в Голландии, более четырёх веков пользовалось успехом не только в Риге, но и в других европейских городах. Также на начальном этапе «оригинальные» окна характеризовало более мелкое застекление. Что касается количества окон, то их ровно пять — а барочный канон как раз предполагал ширину фасада не менее пяти окон, так что дом Рейтерна, несмотря на свою нарочитую претенциозность, как раз вписывался в установленную барочную норму.

### Планировка
Судя по сохранившимся чертежам, здание было в общей сложности пятиэтажным — три этажа предназначались для жилья, а два верхних относились к чердаку и использовались как складские помещения (см. почти аналогичную структуру у Жёлтого дома в комплексе Трёх братьев). Вход разделяет симметричную композицию. В центре парадного вестибюля, через который рабочим периодически приходилось транспортировать грузы, располагалась главная лестница, которая, согласно канонической композиции персональных барочных домов репрезентативного типа (в соответствии со вкусами представителей бюргерского сословия), вела во все остальные комнаты, располагавшиеся на двух следующих этажах. К дому Рейтерна, который, кстати, выдавался в сторону улицы боковым фасадом, что также можно причислить в своеобразным архитектурным «дерзостям» в контексте эпохи, примыкал комплекс амбарных строений, один из которых некоторое время пользовался определённой известностью в кругах ценителей рижских кафе, отличавшихся неповторимым домашним уютом. Речь идёт о полулегендарном «Амбаре верблюда», строительство которого было начато в 1683 году и завершено в 1690 году. Название амбара (верблюд — довольно экзотичное животное для Латвии во все времена) свидетельствует об экзотичности хранимого в нём товара (сравни с функционально близким Амбаром слона) и, соответственно, об акцентах, которые расставил для себя торговец Рейтерн. Официальный адрес амбара — улица Вецпилсетас, 3 (буквально рядом с домом Рейтерна). При строительстве с тыльной стороны нового жилого здания в 1894 году амбар был снесён, однако колоритный портал с барельефом верблюда «выжил» и был транспортирован на улицу Вальню (Валовую), 47, став в советское время украшением кафе «У верблюда». Портал и ныне там, только рассмотреть его сложно в связи с постоянными ремонтными или строительными работами на этом участке пространства Старого города, а кафе переехало в смежное здание.
Главным помещением дома Рейтерна была большая комната зального типа, служившая репрезентативным центром. Сперва она размещалась на первом этаже, затем несколько смежных помещений на втором этаже были перестроены под неё (схожие композиционные изменения имели место при эволюции других барочных домов). Что касается сравнительно небольшого холла, то со временем он терял свою изначально заданную репрезентативность. Однако в «ансамбль» холла входили кухня, торговые помещения (магазины, временные склады) и небольшие жилые комнаты, как бы веером отходившие от холла-средоточия. В дворовых пристройках размещались самостоятельные квартиры для амбарных рабочих. Интерьеры дома Рейтерна богато украшены плафонами с живописью и рельефом, в отделке стен был применён модный и практичный голландский кафель, особенно эффектно смотрятся изразцовые печи (из профилированного кафеля). Запоминающейся деталью пространства интерьера являются встроенные шкафы, а также резные богато отделанные деревянные лестницы.

## Перестройки
В 1890 году известным рижским архитектором Карлом Фельско была начата первая перестройка здания. Вторая серия реставрационных работ была инициирована в 1893 году. В третий раз дом Рейтерна подвергался видоизменениям в 1907, тогда работы были завершены к 1909 году. В ходе этих перестроек произошёл ряд более или менее существенных изменений, коснувшихся в равной степени внешнего облика и внутренней структуры здания. Была ликвидирована главная лестница, а также были «срыты» капитальные стены первого этажа. Были сконструированы перекрытия, подпиравшие металлические столбы внутри здания, также к дому Рейтерна была пристроена тыльная часть. Одним из наиболее значимых последствий трёхчастной реконструкции стало присоединение здания по адресу Марсталю (Конюшенная), 4, что способствовало образованию единого комплекса. Во многом благодаря этим перестройкам и трансформациям здание обрело современный вид.

## Реставрации
В 1958 году произошла частичная реставрация фасада, проведение реставрационных работ курировал архитектор Гунар Екабович Зирнис, который также являлся автором проекта реконструкции (этот архитектор участвовал в масштабных реставрационных работах, касавшихся церкви святого Петра, в частности, он — соавтор Петериса Саулитиса по реконструкции 123-метровой башни, отстроенной к 1970 году, когда и произошёл обряд её инаугурации (о ритуале с кубком см. Церковь Святого Петра (Рига)). Вскоре здание было передано Союзу журналистов ЛатвССР, который оборудовал в нём Дом журналистов, функционирующий и поныне. В 1985 году было решено провести более радикальную реконструкцию новоиспечённого Дома журналистов. В частности, в период работ были восстановлены широкие окна, была реконструирована соответствующая стилевой концепции барокко планировка интерьера здания, были приведены в надлежащий вид эксклюзивные фрагменты стенной и плафонной живописи, относящиеся к разным периодам XVII и XIX веков.

## Владельцы
Заказчик строительства и первый владелец здания, в честь которого оно и было «поименовано», — купец Иоганн Рейтерн, который после невероятно щедрой денежной ссуды энергичному шведскому королю Карлу XI (13 000 серебряных марок были пожертвованы на военные нужды монарху в несколько траншей) получил изящное дополнение к своей фамилии — приставку «фон».
Иоганн Рейтерн-старший родился 10 апреля 1635 года в городе Любеке, сохранявшем с Ригой тесные коммерческие отношения фактически со времён её основания. В Ригу явился на правах свободного немецкого гражданина-торговца. Женился на барышне Элизабет фон Фрейден. В 1666 году в браке на свет появляется ребёнок, Иоганн Рейтерн-младший. Неизвестно, что произошло с первой супругой, однако Рейтерн связал себя узами брака во второй раз — в 1672 году его избранницей стала некая Катрина Кристиана. В 1678 году Рейтерн занял пост эльдермена Большой (купеческой) гильдии.
В 1683 году Рейтерн после длительных бюрократических проволочек выкупил у наследников прежнего эльдермена Большой гильдии Томаса Шульца участок земли под домом. Предки Шульца ещё в 1621 году принимали у себя воинственного шведского короля Густава II Адольфа. В 1685 году дом был построен. Тем не менее некоторые отделочные работы продолжались до 1688 года, в частности, над роскошным декором портала трудился мастер Иоганн Георг Герольд. Строительный материал, заказанный из Готланда, также прибывал медленнее, чем планировалось, поэтому на финальном этапе работы несколько затянулись.
В 1688 году Рейтерн-старший приобрёл недвижимость на Коюсале (островке в дельте Даугавы в черте Риги). Наконец, в 1691 году в благодарность за солидную финансовую поддержку Рейтерну был присвоен титул графа. К тому времени и после он, можно сказать, самый влиятельный торговец Риги и один из наиболее авторитетных ратманов.
В 1698 году Рейтерн умер, а его вдова обратилась в 1699 году к рату с просьбой разрешить ей продать дом. Дом благополучно был продан, однако в 1707 году наследникам великого купца захотелось вернуть себе привлекательную недвижимость, поэтому они подали прошение в рат, в котором ходатайствовали о разрешении откупа. Однако после 1707 года в сложных условиях военных действий в рамках второй Северной войны домом овладел генерал-майор фон Функен. Итак, в 1721 году, когда владельцем всё ещё являлся фон Функен, в описании рижских объектов недвижимого имущества встречаются сведения о доме Рейтерна: в доме шесть складских помещений и две комнаты, в общей сложности в нём проживало двадцать человек. В это время потомкам Рейтерна принадлежал дом на Песочной улице.
Известно, что дети Рейтерна, Герман и Иоганн, любезно согласились оплатить долги семьи невестки старшего Рейтерна — Кристины Беаты Данненштерн, дочери преуспевающего голландского коммерсанта Маттео Данненштерна, которую некогда Пётр I сватал за русского офицера. Таким образом, дом Данненштерна, ещё один памятник эпохи барокко в Риге, по сути, был выкуплен братьями Рейтерн за 3100 талеров («далдеров»).
В 1769 году дом вместе с амбаром «с верблюдом» купил торговец Иоганн Эгбринк, дела которого шли в гору. Однако в 1772 году у дома уже новые владельцы — богатая вдова торговца Якоба де Брайена, Анна Елизавета, которая владела им сравнительно недолго — до 1794, когда у дома появились целых два новых владельца — старейшина Большой гильдии Карл Кристиан Рикман и некая вдова Мария София Гриненберг. Известно, что в 1815 году дом был перекрашен по заданию представителя интересов Рикмана, мастера-каменщика по фамилии Грен. На 1816 год в доме проживало шесть человек: муж Рикман (70 лет), жена Мария София (46 лет), сыновья Александр Эдуард (18), Конрад (14), Генрих Эберт (10), дочь Эмилия (9). Также в доме проживали 3 чиновника торгового департамента, а также пять слуг (4 русских и один латыш-крепостной) и 3 служанки.
С 1828 по 1831 год упоминается новый владелец — Фридрих Готфрид Даниэль Циммерман.
С 1831 по 1870 год владельцем был Иоганн Генрих Бауман.
С 1870 по 1890 год снова поменялся владелец — теперь уже это представитель заявляющей о себе русской купеческой среды Фёдор Анисимов, открывший несколько магазинов. При нём архитектор Хеген разработал план перестройки, который в 1890 году был дополнен Карлом Фельско и осуществлён на практике. В это время дом был куплен братьями Брезе, которые курировали перестройку с 1890 по 1893 год. В 1893 году торговец Константин Герке, которому уже принадлежал соседний дом, поддался на уговоры предприимчивых братьев и согласился на объединение зданий. В этом же, 1893 году, был реализован новый проект перестройки единого комплекса, разработанный Фридрихом Зейберлихом.
В 1907 году тот же Зейберлих со стороны двора построил пятиэтажный дом, крыша была поднята на два этажа выше, на первом этаже были снесены капитальные стены, однако оставлены колонны.
В 1930 году вместе с домовладельцем Герке упоминаются также некие Васмус и Гауфф.
В 1910 году английские дизайнеры иллюстрированных открыток провели конкурс на самые живописные объекты Риги и выпустили серию открыток с видом на эти объекты при свете луны. Победили три здания: здание Первого городского немецкого театра (ныне здание Латвийской национальной оперы на берегу Городского канала), здание передовой гостиницы «Централь» и перестроенный дом Рейтерна.

## Потомки Рейтерна
Одним из наиболее известных потомков Рейтерна — первого владельца дома — можно считать живописца Герхардта фон Рейтерна, участника Отечественной войны в составе российской армии. В ходе боя он потерял правую руку, после войны впал в глубокую депрессию, однако благодаря своему другу Гёте принялся учиться писать картины левой рукой. Лучшие из его пейзажных полотен были написаны именно левой рукой.
Его дочь, Елизавета Рейтерн, стала женой Василия Андреевича Жуковского.
Михаил Рейтерн, граф успешный выпускник Царскосельского лицея, министр финансов.